# Korda István (író)
Korda István (Arad, 1911. október 11. – Kolozsvár, 1984. október 18.) erdélyi magyar költő, regényíró, szerkesztő, műfordító.

## Életútja
Iskoláit szülővárosában végezte (1928). Az Erdélyi Hírlap, Reggel, Aradi Közlöny munkatársa. A Brassói Lapok bánsági tudósítója (1936–40). Az aradi Jövő szerkesztője (1945–49), a Művelődési Útmutató főszerkesztője (1949–52). Írásait közölte az Előre, Dolgozó Nő, Igaz Szó, 1959-től nyugdíjazásáig, 1970-ig az Ifjúsági Könyvkiadó munkatársa.
Motorok éjszakája című verskötete (Arad 1945) után a prózára tért át: regényei elsősorban az ifjúsághoz szóltak. A legnagyobb sikert A nagy út című Kőrösi Csoma Sándor-életregényével aratta (1956), mely öt kiadást ért meg, s Ion Chinezu fordításában románul is megjelent (1958). Történelmi tárgyú A mocsarak visszaütnek (1963; Gelu Păteanu román fordításában 1969), valamint Rajzok és sorsok (1966) című regénye is: előbbi az Észak-Amerikai indiánok 19. századi küzdelmeit festi, utóbbi középpontjában Koré Zsigmond, a román parasztvezér Horea portréfestője áll. Két könyve – Szembenéz a csillagokkal (1959) és A láthatatlan fonal (1970) – bűnügyi regény.
Lefordította Geo Bogza Harminckét másodperc megrázkódtatta a világot című Gagarinról szóló publicisztikai írását (1961), Vlaicu Bîrna Varga Katalin regénye (1969), Ion Marin Sadoveanu A tenger bikája (1967) és W. M. Thackeray A rózsa és a gyűrű meséje (1974) című művét, valamint A tűzfelelős című irodalmi összeállításban szereplő román szerzők emlékezéseit (1974).

## Róla írták
- Izsák József: A nagy út. Igaz Szó, 1957/5. 793–795. o. Online hozzáférés
- Salamon László: Egy mai indián regényről. Korunk, 1963/10. 1408. o. Online hozzáférés
- Fodor Sándor: Korda fejfájára. Utunk, 1984/44. 2. o. Online hozzáférés